# Kochbeutel

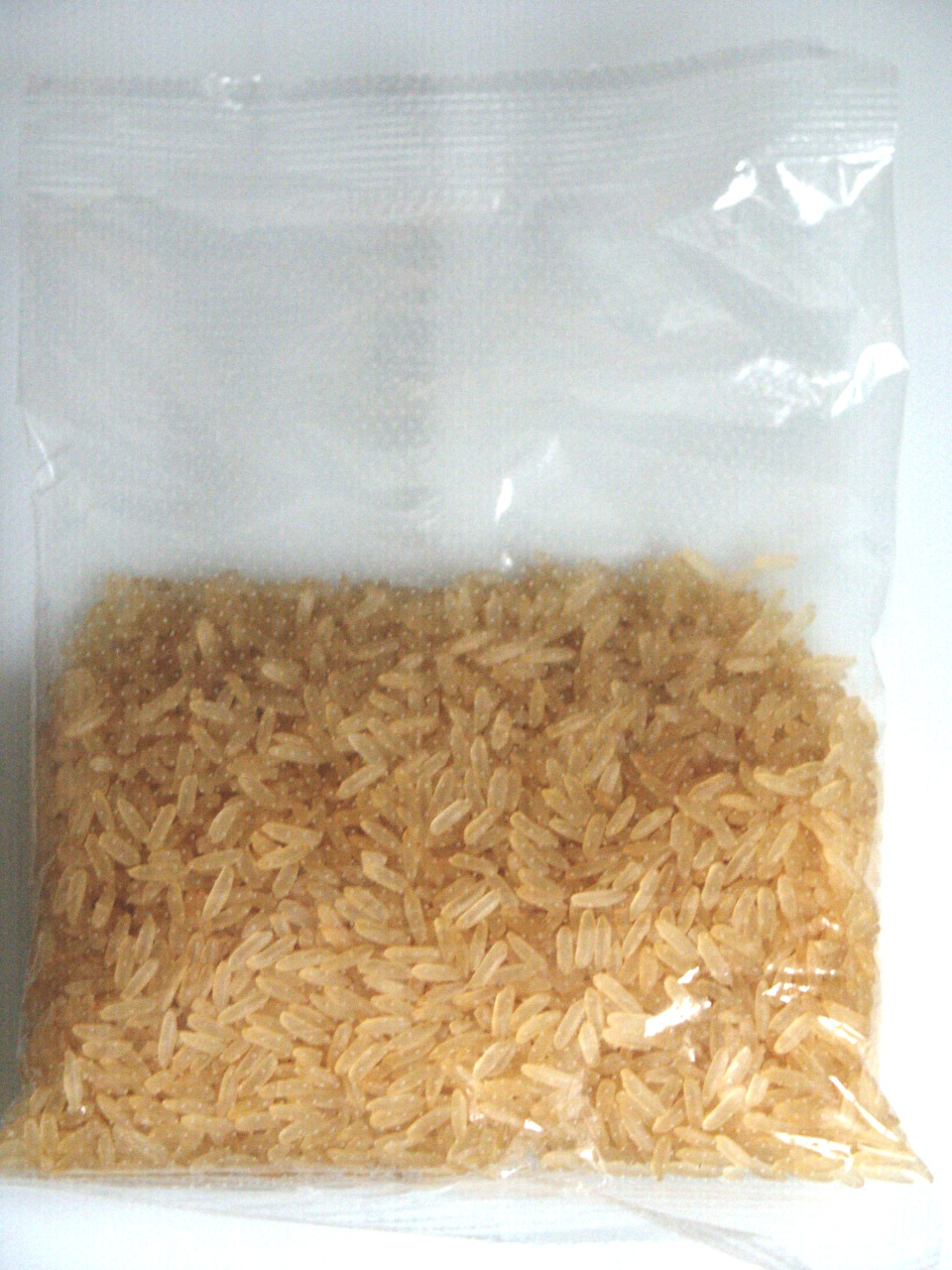
Parboiled-Reis im Kochbeutel

Ein Kochbeutel ist ein meist aus temperaturbeständiger Kunststofffolie bestehender Beutel, in dem Lebensmittel gegart oder angewärmt werden können.

## Geschichte
Die Erfindung des Kochbeutels lässt sich nicht eindeutig datieren. In Hanf- oder Leinensäckchen gekochte Zutaten zu Getränken (Tee, Wein) sind jedoch schon lange bekannt (siehe hierzu Teebeutel#Geschichte). Zurückführen lässt sich die Erfindung des modernen Kochbeutels auf die Ursprünge der industriellen Reisfertigung, die vor allem durch das im Jahre 1943 weiterentwickelte Parboiled-Verfahren vorangetrieben wurde. Das Patent mit dem Titel „Kochbeutel“, das am 17. Dezember 1975 durch Uncle Ben’s (heute Ben’s Original) beantragt wurde, erhielt im Jahre 1976 die Freigabe.

## Arten
Man unterscheidet Schlauchkochbeutel, die aus den folgenden drei Schichten aufgebaut sind: Polyamid, einem dazwischen liegenden Haftvermittler zur Verbindung mit der nächsten Schicht und Polyethylen. Diese Schichten weisen in der aufgeführten Reihenfolge etwa Materialstärken von 90 µm, 20 µm und 70 µm auf. Kochbeutel dieser Art sind von −40 °C bis 115 °C temperaturbeständig. Diese Kältebeständigkeit ist wichtig, falls nach dem Kochen das fertige Produkt sofort tiefgekühlt werden soll.
Kochschrumpfbeutel werden für Kochschinken verwendet und haben ähnlich wie Schrumpfschläuche die Eigenschaft, bei Hitzezuführung zu schrumpfen. Damit liegen sie am kleiner werdenden Kochgut immer dicht an.
Siegelrandkochbeutel bestehen aus orientiertem Polyamid, einem Haftvermittler und Polypropylen. Orientiertes Polyamid ist solches, in dem die Molekülketten des Polymers in einer hochgeordneten Weise ausgerichtet sind. Dies sorgt selbst bei einer dünnen Folie für eine hohe Reißfestigkeit. Siegelrandkochbeutel haben meist eine Stärke von 85 µm Polyamid, 15 µm Haftvermittler und 70 µm Polypropylen und sind von −40 °C bis 120 °C temperaturbeständig. Siegelrandkochbeutel können auch zum Sterilisieren von Lebensmitteln verwendet werden.

## Einschluss des Kochgutes
Die Lebensmittel werden unter Vakuum in die Beutel eingeschweißt und erst nach dem Kochen herausgeholt. Das Kochen erfolgt also im verschlossenen Beutel, wodurch der Inhalt keinen Kontakt zum Kochmedium Wasser bekommt. Bei Reis oder Dinkel ist es unerlässlich, Wasser in den Beutel einzulassen, damit das Kochgut aufquellen kann. In diesem Fall muss der Kochbeutel eine feine Perforierung haben, die das Wasser einlässt.
Bei der Konstruktion des Beutels ist zu berücksichtigen, dass er einerseits während des Kochvorgangs sehr widerstandsfähig sein muss, aber nach dem Kochen in heißem Zustand auch leicht geöffnet werden soll. Damit man sich nicht die Finger verbrennt, werden z. T. Aufreißlaschen angebracht, oder es wird empfohlen, an einer bestimmten Stelle mit einem Messer einzustechen.
Teilweise werden auch bereits fertig zubereitete Lebensmittel im Kochbeutel tiefgefroren und verkauft. Die Speise muss dann nur kurz angewärmt werden.

## Vor- und Nachteile
Vorteil des Kochbeutels ist, dass Geschmack und Aroma der Speisen weitgehend erhalten bleiben, da insbesondere bei den Vakuumbeuteln nichts verloren gehen kann. Die Speisen trocknen nicht aus und können auch nicht anbrennen oder verkleben, Reis bleibt locker und körnig und das „Absieben“ in (oft zu grobkörnigen) Nudel- oder Teesieben entfällt.
Nachteil ist, dass bei falscher Anwendung (z. B. zu wenig Wasser oder Benutzung in der Mikrowelle mit versehentlich eingeschaltetem Grill) eventuell Kunststoffe in die Speisen gelangen können. Auf jeden Fall ist es von großer Bedeutung, die Zubereitungsanweisung genau einzuhalten und den Kochbeutel in eine ausreichend große Menge Wasser zu legen, damit er gut schwimmen kann. Ansonsten könnte er am heißen Topf anliegen, was zu einer Überschreitung der zulässigen Temperatur und damit im Extremfall zur Zerstörung der Kunststofffolie und des Inhalts führt. Im Übrigen fällt durch den Beutel zusätzlicher, nicht biologisch abbaubarer Verpackungsmüll an.